# 将赫略多洛赶出圣殿
《将赫略多洛赶出圣殿》是意大利文艺复兴大师拉斐尔的一幅濕壁畫。这幅画绘于1511年至1512年间，当时拉斐尔受命用湿壁画装饰梵蒂冈宗座宮内的一些房间，现在称为拉斐尔房间。这幅画所在的房间，现在以这幅画命名为赫略多洛室（Stanza di Eliodoro）。
《将赫略多洛赶出圣殿》的事迹出自《马加比二书》（3:21-28）。赫略多洛奉叙利亚国王塞琉古四世之命，夺取保存在耶路撒冷圣殿中的宝藏。上帝答应大祭司奥尼亚三世的祈祷，派遣一名骑兵，和两名天使，将赫略多洛赶出圣殿。
在左边，拉斐尔的赞助人儒略二世从他的轿中目睹了这一幕。这笔钱是留给寡妇和孤儿的，一个祭司看到了，向上帝祈祷，上帝派了一名骑兵把他赶出了圣殿。构图分成两半，中间是祭司在祈祷，看起来很像儒略二世。右边是与赫略多洛战斗的骑士。画面中心祭司旁边的灯台表明，这一事件发生在犹太会堂。左边是寡妇和孤儿，聚集在一起，儒略二世被抬上乘轿，见证了这一事件。这一事件的信息是上帝不允许“从教堂偷东西”，而且这幅画与《波尔塞纳的弥撒》位于同一个房间。这些事件似乎共同强调了反宗教改革的努力，强调教堂建筑内的仪式，包括圣礼的神圣性。与拉斐尔早期的湿壁画杰作《雅典学府》（1509-1511）相比，《将赫略多洛赶出圣殿》中建筑的穹顶更为富丽堂皇，镀了金,而且装饰精美。
这幅作品包含拉斐尔的自画像，靠近最左边。
意大利巴洛克画家弗朗切斯科·索利梅纳在1725年，法国浪漫主义艺术家欧仁·德拉克罗瓦在1850年， 都根据同一个故事，各自创作了一部作品。